# Prosopocoilus astacoides birmanicus
Prosopocoilus astacoides birmanicus es una subespecie de coleóptero de la familia Lucanidae.

## Distribución geográfica
Habita en Andaman (India).